# Пецоло (Месина)
Пецоло је насеље у Италији у округу Месина, региону Сицилија.
Према процени из 2011. у насељу је живело 486 становника. Насеље се налази на надморској висини од 359 м.